# 류핀옌
류핀옌(중국어: 劉品言, 한자음: 류품언, 1988년 8월 8일 ~ )은 타이완의 배우이다.

## 출연 작품

### 텔레비전
- 아적파파즘마나마가애
- 나각적평연심동
- 애정ATM
- 협주곡
- 요재 2

## 음반 목록
- Résurrection / 重生 (2015)